# Fregata tipa 31
Fregata tipa 31 ili klasa Inspiration, ranije poznata kao fregata tipa 31e ili fregata opće namjene (GPF), planirana je klasa fregata koja bi trebala ući u službu Kraljevske mornarice Ujedinjenog Kraljevstva 2020-ih zajedno s tipom 26 za lov na podmornice. Dizajniran od strane Babcock Internationala, također se prodaje pod imenom Arrowhead 140 i temelji se na trupu fregate klase Iver HuitfeldtIver.
Namjera je da će fregata tipa 31 zamijeniti neke od fregata opće namjene tipa 23. Tip 31 dio je "Nacionalne strategije brodogradnje" britanske vlade.

## Razvoj
Strateški pregled obrane i sigurnosti (SDSR) iz 2010. odobrio je program Globalnih borbenih brodova (GCS) koji bi zamijenio trinaest fregata tipa 23 Kraljevske mornarice. Ranije te godine, BAE Systems je dobio četverogodišnji ugovor vrijedan 127 milijuna funti od strane Ministarstva obrane za projektiranje nove klase. Planirano je da se grade dvije varijante klase: pet fregata opće namjene i osam fregata za protupodmorničko ratovanje. Trebalo je biti male razlike između dvije varijante, osim za Sonar 2087. Prvotna su očekivanja bila da će gradnja započeti 2016. godine i da će brodovi postupno zamijeniti fregate tipa 23 do sredine 2030-ih. Pregledom obrane iz 2015. odlučeno je da će se naručiti samo osam fregata za protupodmorničko ratovanje tipa 26 i da će se naručiti pet fregata opće namjene potpuno drugačijeg dizajna kako bi se najmanje 13 fregata dobilo u RN službi.

### Fregata opće namjene
Rezultirajuća fregata opće namjene (GPFF) trebala je biti lakša, fleksibilnija i pristupačnija klasa fregata opće namjene. Prema SDSR-u iz 2015., niža cijena ovih fregata mogla bi dovesti do toga da Kraljevska mornarica nabavi više od pet, čime bi se povećao ukupni broj fregata i razarača. Tijekom predavanja o obrani i sigurnosti u srpnju 2016., admiral Sir Philip Jones, nazvao je GPFF fregatom tipa 31. i izjavio da fregate tipa 31 mogu trajno djelovati " istočno od Sueza "; od regije Perzijskog zaljeva do Azije i Pacifika. Tijekom istog mjeseca, BAE Systems otkrio je dva dizajna fregata opće namjene: klasu Avenger koja se temeljila na "obalnom ophodnom brodu klase Amazonas i klasu Cutlass, koja je opisana kao "značajno proširena i poboljšana derivacija dizajna korvete klase Al Shamikh. Sunday Times je naveo da su Babcock International i BMT također predali po jedan dizajn.

## Karakteristike
Tijekom saslušanja Odbora za obranu u srpnju 2016., admiral Sir Philip Jones opisao je GPFF kao "brod manje visoke klase". To je još uvijek složen ratni brod, i još uvijek je sposoban štititi i braniti te vršiti utjecaj diljem svijeta, ali je namjerno oblikovan s lekcijama iz šire industrije i gotove tehnologije kako bi bio... privlačniji na nešto nižem nivou operacija Kraljevske mornarice." Janes ju je opisao kao "vjerodostojnu fregatu" koja će pokrivati "pomorsku sigurnost, pomorske protuterorističke i protupiratske operacije, dužnosti pratnje i pomorsku vatrenu potporu... [smještenu] između vrhunskih sposobnosti koje pruža tip 26 i tip 45.
Grafika iz rujna 2017. koju je objavila Kraljevska mornarica naglašava modularnu prilagodljivost i fleksibilnu konstrukciju dizajna za mogućnosti izvoza. Osnovni zahtjevi fregate tipa 31e uključuju top srednjeg kalibra, obrambene sustave, hangar i pilotsku palubu za Wildcat ili helikopter od deset tona kojim upravlja posada od oko 100 članova s prostorom za još 40 članova osoblja. Britanska vlada objavila je Zahtjev za informacijama (RFI) u rujnu 2017., s detaljima željenih karakteristika tipa 31e. RFI pruža više detalja kao što je "top srednjeg kalibra" veći od 57 mm (2,2 in), obrambeni protuzračni raketni sustav i mogućnost lansiranja i povratka bespilotnih letjelica. Forces News je izvijestio da će dizajn sadržavati projektile Sea Ceptor, napredni radar za nadzor zraka i površine i indikaciju ciljeva kao što je Thales NS100 i moći će upravljati ili AgustaWestland Wildcat HMA2 ili AgustaWestland Merlin HM2. Dana 1. listopada 2020., BAE Systems objavio je da ima ugovor za isporuku pet topova srednjeg kalibra Bofors 57 Mk3 i deset topova malog kalibra Bofors 40 Mk4 Kraljevskoj mornarici za prvih pet fregata tipa 31.
Dana 2. studenoga 2021., First Sea Lord Tony Radakin izjavio je da će fregate tip 31 biti opremljene za, ali ne i s Mark 41 vertikalnim lansirnim sustavom.

## Izvozi
Dana 30. lipnja 2021. objavljeno je da je Babcock razgovarao s Grčkom, Indonezijom, Poljskom i još dvije zemlje o potencijalnim ugovorima.
Babcock je 16. rujna 2021. objavio da je potpisao ugovor s tvrtkom PT PAL Indonesia koji mu dopušta projektiranje dvaju izvedenica tipa 31 za indonezijsku mornaricu.
Babcock je 4. ožujka 2022. objavio da je pobijedio na poljskom natječaju. Poljska agencija za naoružanje odabrala je Babcockov Arrowhead 140 (AH140) među tri različita prijedloga dizajna platforme koje je dostavio konzorcij PGZ-MIECZNIK.